# Nightmare Factory 82
Nightmare Factory 82 — pierwszy EP amerykańskiego wykonawcy Brandona Ashleya. Wydany tylko w internecie. W ciągu 12 godzin od daty publikacji utworów w sieci przesłuchało je ponad 5 tysięcy osób. Słowa oraz muzykę napisał Brandon.

## Lista utworów
1. "My Decadent Thursday" – 4:21
2. "One Man Therapy" – 4:07
3. "Coma Drama" – 3:34
4. "Fucked Up Jesus" – 3:58
5. "Shining Toys" – 4:43
6. "Nightmare factory 82" – 6:38